# Dingosa
Dingosa là một chi nhện trong họ Lycosidae.